# 물랭 드 라 갈레트의 무도회
《물랭 드 라 갈레트의 무도회》(프랑스어: Bal du moulin de la Galette)은 1876년 오귀스트 르누아르가 그린 그림이다. 파리의 오르세 미술관에 소장되어 있으며 인상파의 가장 유명한 걸작 중 하나이다. 이 그림은 파리 몽마르트르 지역의 원래 물랭 드 라 갈레트에서 전형적인 일요일 오후를 묘사하고 있다. 19세기 말, 노동자 계급의 파리 사람들은 옷을 차려입고 저녁까지 춤추고, 마시고, 갈레트를 먹으며 시간을 보내곤 했다.
르누아르의 초기 성숙기의 다른 작품들처럼, 《물랭 드 라 갈레트의 무도회》는 전형적인 인상주의자들의 실제 삶의 스냅 사진이다. 그것은 풍부한 형태, 부드러운 붓놀림, 그리고 깜박이는 햇빛을 보여준다.
이 그림은 1879년부터 1894년까지는 프랑스 화가 귀스타브 카유보트가 소장하고 있었으며 1896년부터 1929년까지 파리의 뤽상부르 박물관에 전시되어 있었다. 1929년부터는 루브르 박물관에 전시되어 있다가 1986년에 오르세 미술관으로 옮겨졌다.

## 작은 버전

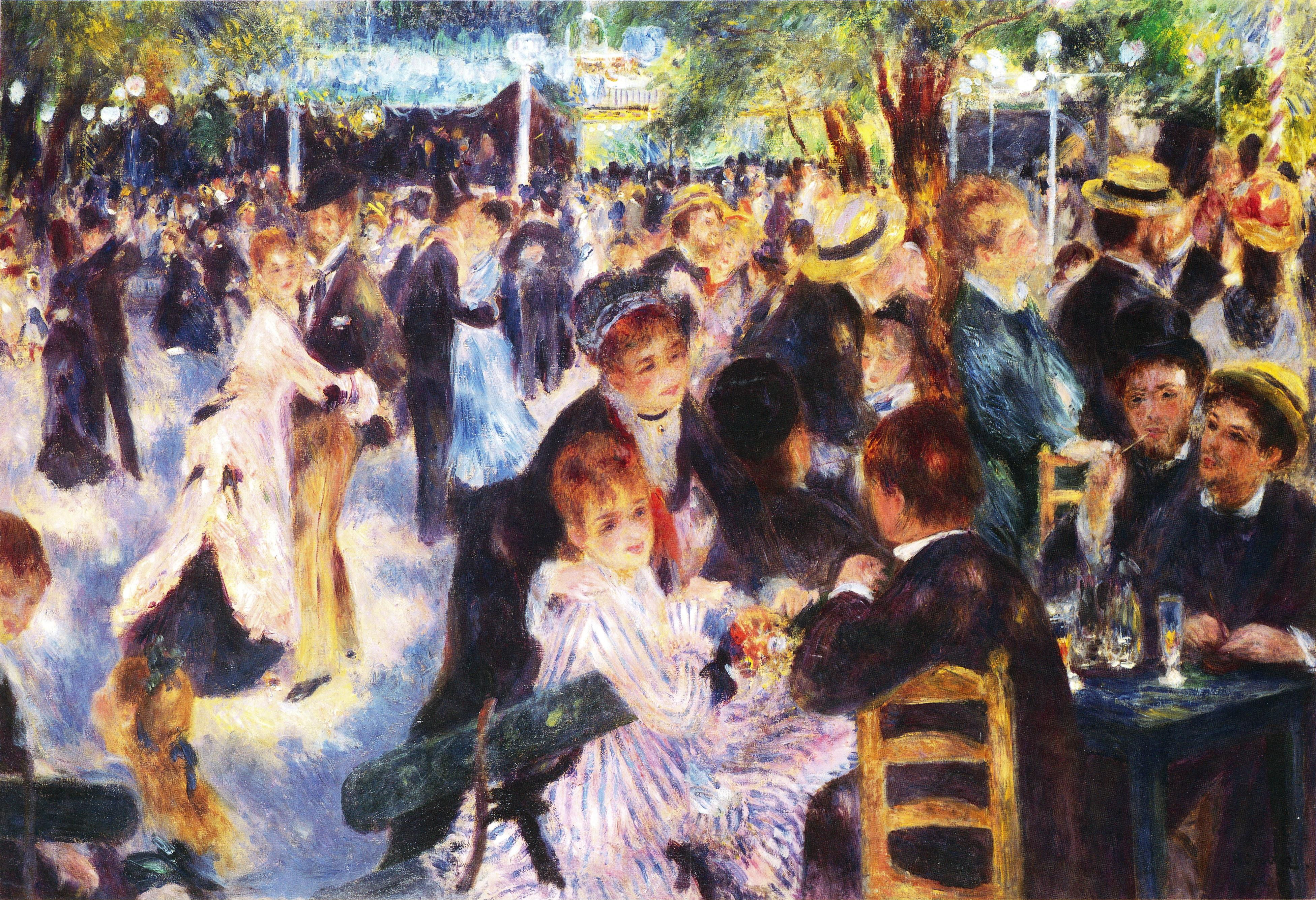
작은 버전

르누아르는 같은 제목으로 78 × 114 cm 크기의 작은 그림을 그렸다. 이 그림은 현재 스위스의 개인 소장품으로 여겨지고 있다. 크기를 떠나서, 두 그림은 사실상 동일하지만, 작은 그림은 오르세 판보다 더 유동적인 방식으로 그려졌다. 하나는 아마도 원본의 사본일 것이지만, 어느 것이 원본인지는 알 수 없다. 1877년 제3회 인상주의 전시회에서 어떤 작품이 처음 전시되었는지는 알려지지 않았는데, 그 이유는 이 그림이 목록화되어 비평가들의 호의적인 관심을 받았음에도 불구하고, 그 출품작에 그림의 크기를 나타내지 않았기 때문이다.
여러 해 동안 존 헤이 휘트니가 소유했다. 1990년 5월 17일, 그의 미망인은 뉴욕 소더비스에서 일본 다이쇼와 제지 회사의 명예 회장인 사이토 료에이에게 그림을 7800만 달러에 팔았다.

## 대중 문화에서
이 그림에 대한 오마주는 1976년 영국의 싱어송라이터 로드 스튜어트의 음반인 《A Night on the Town》의 커버 아트로 등장한다.